# Koji Kondo (componist)
Koji Kondo (近藤 浩治, Kondō Kōji) (Nagoya, 13 augustus 1961) is een Japanse componist die muziek schrijft voor computerspellen van Nintendo. Van zijn werk zijn vooral de composities behorend bij spellen als Super Mario en The Legend of Zelda bekend. Kondo werkt nauw samen met de ontwerper van voornoemde spelseries, Shigeru Miyamoto.

## Geschiedenis
Kondo begon op zijn vijfde jaar met lessen op een elektronisch orgel. Hij studeerde aan de Osaka Universiteit der Kunsten, maar was nooit klassiek getraind. Vanwege zijn ervaring met het componeren op piano en computer, werd hij in 1984 aangenomen bij Nintendo. Kondo was de derde persoon ingehuurd door Nintendo om muziek en geluidseffecten te maken voor hun spellen, maar hij was de eerste die zich richtte op muzikale compositie.
Het eerste spel waar hij aan werkte was het arcadespel Punch-Out!!.
Zijn eerste grote project was voor Super Mario Bros., sinds lange tijd het bestverkochte computerspel aller tijden. Kondo's intentie was het creëren van muziek die niet saai werd bij repetitie. Zijn muziek voor Super Mario Bros. ontving wereldwijde faam, en is een van de meest bekende spelmuziek geworden.

## Prijzen
| Jaar | Spel                 | Onderscheiding         | Uitslag     |
| ---- | -------------------- | ---------------------- | ----------- |
| 2011 | Super Mario Galaxy 2 | Beste Originele Muziek | Genomineerd |
| 2014 | Super Mario 3D World | Beste Originele Muziek | Genomineerd |